# Béatrice Lalinon Gbado

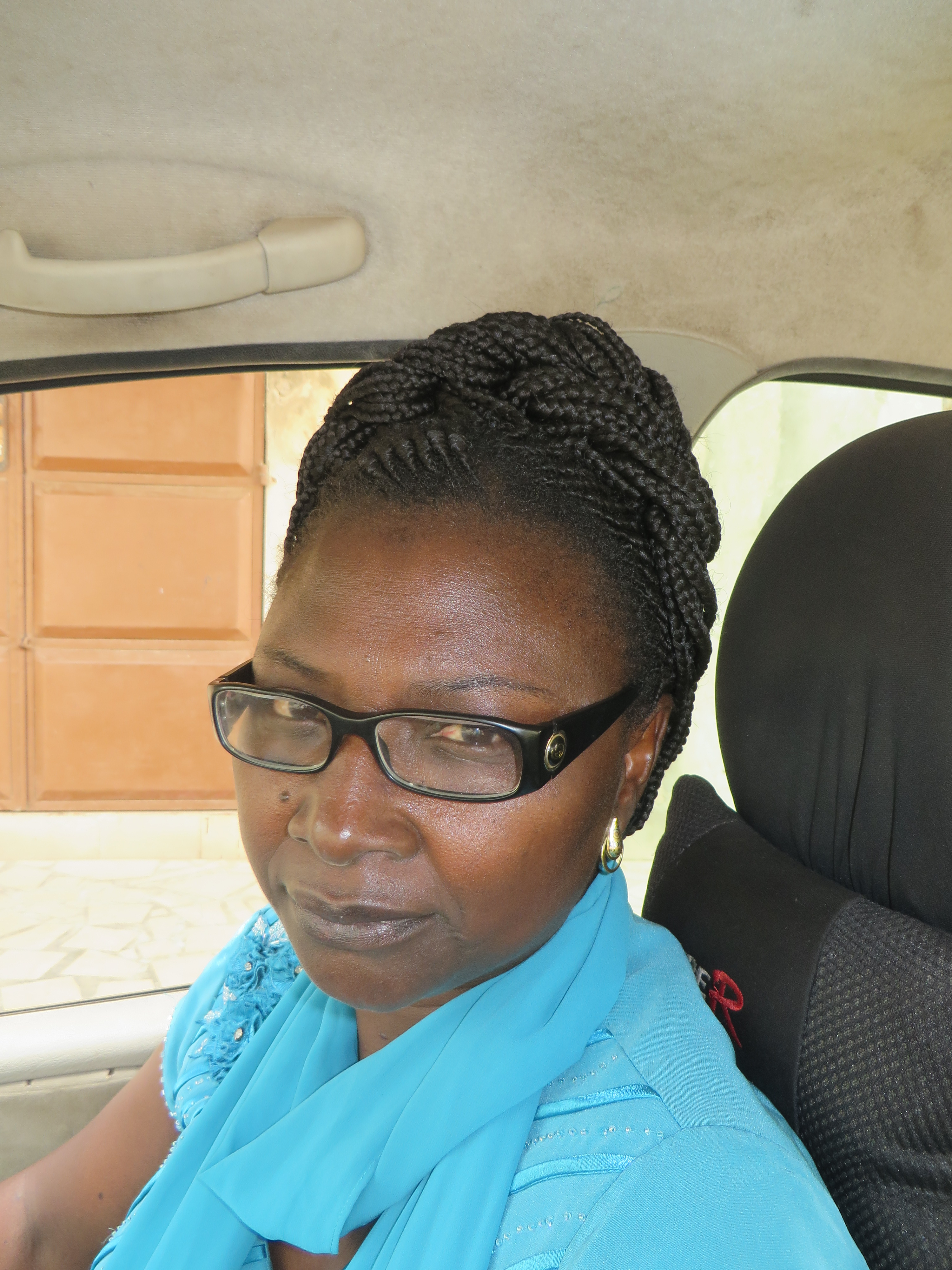
Béatrice Lalinon Gbado, tháng 6 năm 2015

Béatrice Lalinon Gbado là một nhà văn thiếu nhi đến từ Bénin.
Cô đã viết 31 cuốn sách cho trẻ em được xuất bản bởi EDICEF, một ấn hiệu của nhà xuất bản Pháp Hachette, cũng như thông qua nhà xuất bản Ruisseaux d'Afrique có trụ sở tại Cotonou. Cô đã kết hôn và có bốn đứa con.

## Ấn phẩm
- Les fruits
- Les animaux domestiques
- Les légumes et condiments
- Les formes et les couleurs
- Nos instruments de musique
- Fleurs et papillons
- Les maisons de chez nous
- La cuisine de grand-mère
- La mère et l'enfant
- Ganvié
- Danse mon petit, danse
- Bovi, le petit cabri
- Bovi et le miroir
- Bovi sait compter
- Toutou et le sachet
- Kouaba, le village en sursis
- Le rêve de Siba
- Kaïvi, l’enfant placée
- La petite carpe dorée
- Le planteur et la bague
- Course à pirogue
- Kouaba, le village en sursis
- Le rêve de Siba
- Kaïvi, l’enfant placée
- La petite carpe dorée
- Le planteur et la bague
- Course à pirogue
- Le rat et le serpent
- Chevaux fabuleux
- La gifle
- Le nénuphar de Bola
- Mémé
- Hêdomey
- En marche vers la liberté Tomes1 et 2
- La belle Dêbo
- Les aventures de Biki

### Bản dịch tiếng Anh
- Beautiful Debo: a story from Benin dịch bởi Ponce E. Kokou Zannou, Africa Christian Press, 2001, ISBN 978-1-919876-13-9